# Подводная банка

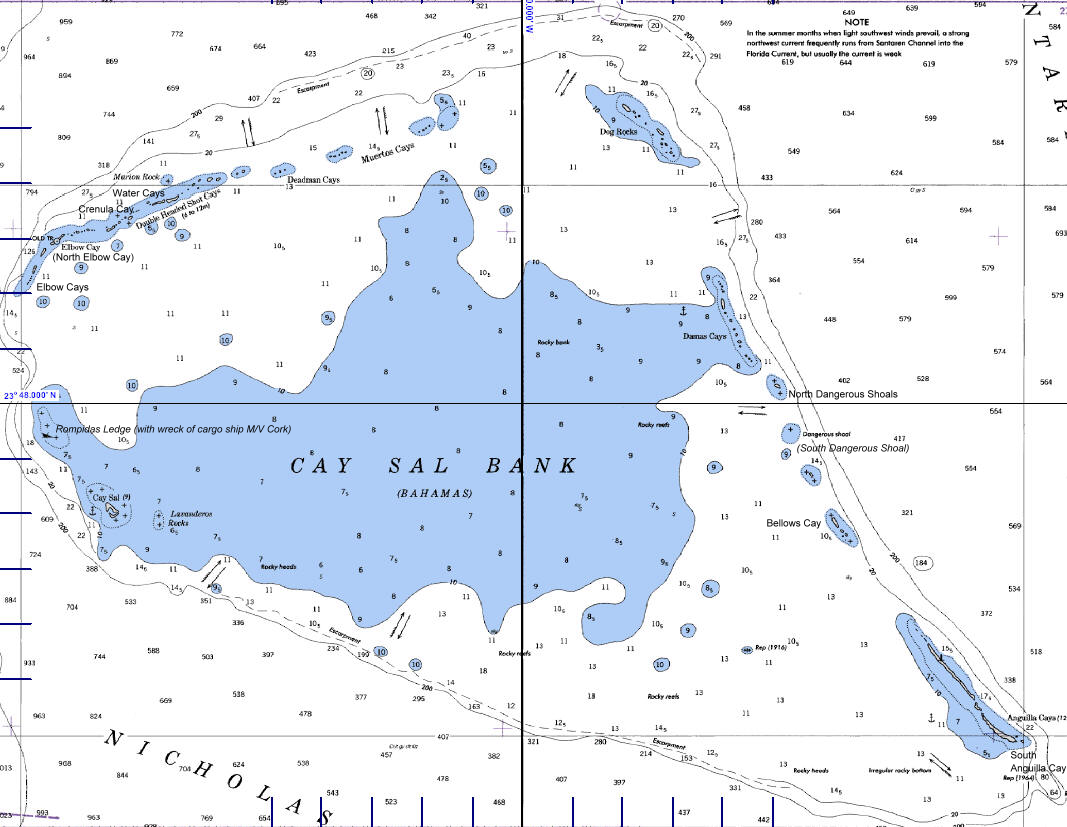
Обозначение банки в районе Багамских островов на карте

Подво́дная ба́нка (от нем. Bank или нидерл. bank) — мель в океане, глубина над которой значительно меньше окружающих глубин.
В океанах банки имеют вулканическое или коралловое происхождение. В мелководных морях, возникших в результате трансгрессии, банки являются элементами остаточного рельефа суши. Если атолл погружается под воду, то формируется подводная банка (то есть мель), которая называется гайот или погружённый атолл.
Коралловые банки широко распространяются в районах основания коралловых островов и рифов. Царством коралловых банок называют территорию в пределах Большого Барьерного рифа у восточного побережья Австралии. В пределах подводных вулканических хребтов часто встречаются банки в виде плоских вершин подводных поднятий.
Банки являются сосредоточением морских биоресурсов. Вследствие этого данные районы морей и океанов являются важными объектами морского рыболовства.
Крупнейшие банки:
- Большая Ньюфаундлендская банка — 282 500  км²
- Большая Багамская банка — 95 797,12 км² (не включая острова)
- Сая-де-Малья — 35 000 км² (исключая отдельную Северную банку, наименьшие глубины 7 м)
- Сейшелская банка — 31 000 км² (включая острова, 266 км²)
- Банка Джорджес — 28 800 км²
- Лансдоун — 21 000 км² (на запад от Новой Каледонии, глубины от 3,7 м)
- Доггер — 17 600 км² (глубины от 13м)
- Малая Багамская банка — 14 260,64 км² (не включая острова)
- Большая банка Чагос — 12 642 км² (включая острова, 4,5 км²)
- Банка Рид — 8866 км² (острова Спратли, глубины от 9 м)
- Банка Кайкос — 7680 км² (острова Кайкос, включая острова, 589,5 км²)
- Банка Макклсфилд — 6448 км² (Парасельские острова, глубины от 9,2 м)
- Северная Банка или Банка Ричи — 5800 км² (к северу от Сайя де Мала, минимальная глубина менее 10 м)
- Банка Кэй Сол — 5226,73 км² (Багамские острова, включая острова, 14,87 км²)
- Банка Розалинд — 4500 км² (глубины от 7,3 м)